# Fred Hirsch
Fred Hirsch (geboren 6. Juli 1931 in Wien, Österreich, als Friedrich Hirsch; gestorben 10. Januar 1978 in Leamington Spa, Warwickshire, Vereinigtes Königreich) war ein britischer Ökonom. Einer breiteren Öffentlichkeit wurde Hirsch vor allem durch sein Buch Social Limits to Growth, dt. Die sozialen Grenzen des Wachstums, bekannt.

## Leben
Fred Hirsch wurde am 6. Juli 1931 in Wien geboren. Seine Eltern, Bettina und Hans Johannes Hirsch, waren aktive österreichische Sozialdemokraten. Im Jahr 1934, nach den Februarkämpfen zwischen der Sozialdemokratischen Arbeiterpartei und der extrem nationalistischen Regierung, emigrierte die Familie nach Großbritannien.
Fred Hirsch graduierte 1952 an der London School of Economics. In den folgenden Jahren schrieb er als Journalist für die monatlich erscheinende, englischsprachige Finanzzeitschrift The Banker und die britische Wochenzeitschrift The Economist, seit 1958 nur noch für letztere. Von 1963 bis 1966 war er Wirtschaftsredakteur des Economist. Sein Co-Redakteur, Donald Tyerman, sagte später über Hirsch, dass er, wie im 19. Jahrhundert Walter Bagehot, nach Geoffrey Crowther der einzige Economist-Autor ihrer Zeit gewesen sei, dessen Beiträge Teil der Finanz- und Währungsdiskussion wurden. Rein monetaristischen Ideen stand er skeptisch gegenüber. Sein Buch Money International gilt als die konsolidierte Fassung seiner Schriften zur Geld- und Währungspolitik.
Von 1966 bis 1972 war Hirsch Berater des Internationalen Währungsfonds zu Fragen der internationalen Geld- und Währungspolitik. Es schlossen sich zwei Jahre als Research Fellow am Nuffield College der Universität Oxford an. Dort arbeitete er für den Twentieth Century Fund, heute The Century Foundation, an seinem bekanntesten Werk, Die sozialen Grenzen des Wachstums. Im Jahr 1975 wurde er Professor für International Studies an der Universität Warwick. Er starb am 10. Januar 1978 im Alter von 46 Jahren an Amyotropher Lateralsklerose.

## Die sozialen Grenzen des Wachstums
Größere Bekanntheit erlangte Hirsch mit seinem kurz vor seinem Tod veröffentlichten Buch Die sozialen Grenzen des Wachstums. Mit dem Titel nahm Hirsch Bezug auf die 1971 veröffentlichten Warnungen des Club of Rome vor den physischen Grenzen des Wachstums. Diese lägen, so Hirsch, in fernerer Zukunft. Naheliegender – wenn auch weniger apokalyptisch – seien soziale Grenzen des Wachstums.

### Positionsgüter

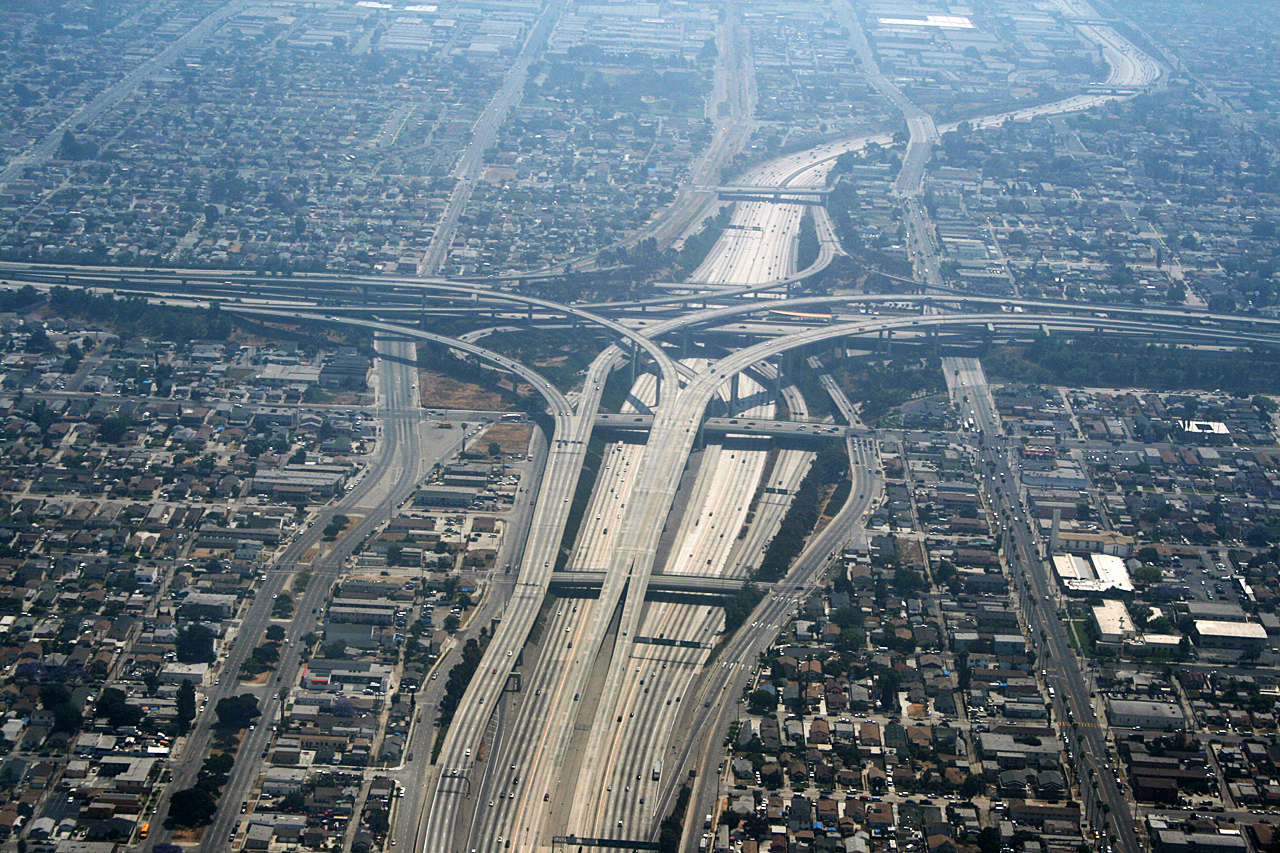
Positionsgut „Wohnen am Stadtrand“: Nachfrage führt zu Zersiedlung und wertet, so Hirsch, das erworbene Gut ab, es kommt zu verschwenderischem Positionswettbewerb

Hirsch hält materielle Bedürfnisse in den fortgeschrittenen Gesellschaften für weitgehend befriedigt. Dadurch gewinnen, so Hirsch, Positionsgüter zunehmend an Bedeutung, ein Konzept, das sich auch in den früheren Arbeiten von Roy F. Harrod, Thorstein Veblen und James Duesenberry wiederfindet. Dabei handelt es sich um Güter, die einerseits nicht beliebig vermehrbar sind und die andererseits an Wert verlieren, je mehr Menschen sie konsumieren. Dieser Gütertyp wird von „materiellen Gütern“ unterschieden, bei denen „Mechanisierung oder technische Neuerung“ zu einer größeren Produktionsmenge führen können, ohne dass die Käufer diese veränderte Produktionsweise als Qualitätsverlust ansehen würden. Der Wettbewerb um die individuelle Position in der Gesellschaft wird dadurch weiter angeheizt, es wird „gesellschaftliche Knappheit“ generiert. Diese Knappheit, die auf der relativen Position und relativem Konsum der Mitglieder einer Gesellschaft untereinander gründet, lässt sich durch Wachstum nicht beseitigen. Vielmehr führt die Knappheit der Positionsgüter zu einem Preisanstieg, so dass der Anteil der Haushaltsausgaben für Positionsgüter ansteigt. Das Versprechen, dass das Wachstum zu künftiger Bedürfnisbefriedigung und zunehmender wirtschaftlicher Gleichheit führen würde, und das heutigen Konsumverzicht und heutige Ungleichheit begründe, lasse sich wegen der Knappheit der Positionsgüter nicht einlösen und müsse zu Frustration und Enttäuschung führen.

„Die in diesem Buch entwickelten Gedanken stellen sowohl die Priorität als auch das Versprechen des wirtschaftlichen Wachstums unter zwei Aspekten in Frage. Erstens – das Überflußparadox – bringt wirtschaftliches Wachstum in fortgeschrittenen Gesellschaften vorprogrammierte Enttäuschungen mit sich: Der anhaltende und generalisierte Wachstumsprozeß kann sein Versprechen nicht einlösen; er mündet in gesellschaftliche Knappheit. Zweitens – der unfreiwillige Kollektivismus – beruht die Fortdauer des Wachstumsprozesses selbst auf bestimmten moralischen Vorbedingungen, die durch seinen eigenen Erfolg gefährdet sind, und zwar durch sein individuelles Ethos. Das wirtschaftliche Wachstum unterminiert seine gesellschaftlichen Fundamente. Das also sind die beiden sozialen Grenzen des Wachstums.“

### Rezeption
Die Sozialen Grenzen des Wachstums riefen in den Jahren nach ihrem Erscheinen ein breites Echo hervor. Die Wochenzeitung Die Zeit bezeichnete 1980 anlässlich des Erscheinens der deutschen Übersetzung Die sozialen Grenzen des Wachstums wenige Jahre nach ihrem Erscheinen in den USA und Großbritannien als Klassiker. Später ließ die Aufmerksamkeit deutlich nach. Vor allem seine Beiträge zu Positionsgütern und zum sogenannten Kommerzialisierungseffekt wurden aber auch in nachfolgenden Jahrzehnten aufgegriffen, weiterentwickelt und angewendet.
Das Konzept der Positionsgüter wird als sein bekanntester Beitrag bezeichnet. Es wurde in beträchtlichem Maß in der Untersuchung von Bildung, Stadtplanung, Tourismus oder der Ökonomik und Soziologie von Kultur angewendet.
Der politische Philosoph Michael J. Sandel bezeichnete Hirsch als einen der ersten Ökonomen, die die korrosive Wirkung von Märkten auf außermarktliche Normen betonten. Die meisten Ökonomen hätten, so Hirsch, ein von ihm als Kommerzialisierungs-Effekt bezeichnetes Phänomen übersehen. Sie gingen davon aus, dass der Handel auf Märkten keine Wirkung auf das gehandelte Produkt hat. Diese Annahme hatte laut Hirsch einen großen Anteil an der Ausdehnung ökonomischer Ansätze in andere Wissenschaftsgebiete in den 1970er Jahren, unter anderem durch Gary S. Becker (siehe Ökonomischer Imperialismus). Hirsch vertrat hingegen die These, dass der Markt sehr wohl Auswirkungen auf das gehandelte Produkt haben kann. Er begründete damit seine These vom „unfreiwilligen Kollektivismus“, der zufolge das Wachstum die Fundamente der Marktwirtschaft, zum Beispiele soziale Normen, untergrabe.

## Schriften (Auswahl)
- Money International. Allen Lane, London 1967.
- mit David Gordon: Newspaper Money. Fleet Street and the search for the affluent reader. Hutchinson, London 1975, ISBN 0-09-123920-6.
- Social Limits to Growth. Harvard University Press, Cambridge MA u. a. 1976, ISBN 0-674-81365-0 (englisch, In deutscher Sprache: Die sozialen Grenzen des Wachstums. Eine ökonomische Analyse der Wachstumskrise. Deutsch von Udo Rennert. Rowohlt, Reinbek bei Hamburg 1980, ISBN 3-498-02853-7).
- mit Michael W. Doyle und Edward L. Morse: Alternatives to Monetary Disorder. McGraw-Hill, New York NY u. a. 1977, ISBN 0-07-029047-4.
- mit Richard Fletcher: The CIA and the Labour Movement. Spokesman Books, Nottingham 1977, ISBN 0-85124-171-9.